# Nicolae Pirvu
 Nicolae Pîrvu (9 december 1942 te Seaca de Cîmp, Roemenië - 24 december 2021 te Den Haag) was een Nederlands panfluitspeler van Roemeense afkomst.

## Jeugd en opleiding
Pîrvu werd geboren in een dorp in de Roemeense regio Oltenië. Hij begon als kind al met muziek. Aanvankelijk speelde hij accordeon en probeerde als jongen wat bij te verdienen. Hij ging op 14-jarige leeftijd panfluit studeren aan het muzieklyceum van Boekarest, waar hij les kreeg van Fanica Luca. Hij was klasgenoot van o.a. Gheorghe Zamfir. Op 17-jarige leeftijd begon Nicolae op te treden in het folkloristische Orkest van de Roemeense Marine.

## Werk als musicus
Pirvu werkte in veel orkesten in Roemenië, zoals Rapsodia Romana, Staatsensemble van Benone Damian en maakte tournees door Nederland, België, Zwitserland, Frankrijk, Spanje, Afrika, Azië en  Noord- en Zuid-Amerika. In 1971 maakte hij zijn eerste plaatopname in Nederland, waarna er meerdere zouden volgen. In het kader van een uitwisselingsprogramma van Roemeense musici kwam Nicolae voor een half jaar als gastdocent op een conservatorium naar Nederland en speelde in het orkest van Andrei Serban.

## Nederland
In 1982 vestigde hij zich voorgoed in Nederland en richtte hier ook zijn 'Roemeens ensemble 'Nicolae Pirvu' op. Vele optredens volgden, zowel in binnen als buitenland, voor radio en TV. Hij gaf enkele jaren les aan het conservatorium van Hilversum. Nadien werd hij docent panfluit aan het Centrum voor Kunst en Cultuur 'Het Koorenhuis' in Den Haag. Pirvu hield zich ook bezig met het op schrift stellen en uitgeven van de veelal nooit genoteerde Roemeense volksmuziek.

## Erkenning
Pirvu is onderscheiden met een aantal muziekprijzen uit diverse landen. In 2000 werd hij benoemd tot Ridder in de Orde van Oranje-Nassau. In juni 2011 is Pirvu in Nederland onderscheiden met een Roemeense culturele onderscheiding. 